# Mahn Win Khaing Than
Mahn Win Khaing Than  (birman : မန်းဝင်းခိုင်သန်း [máɴ wɪ́ɴ kʰàɪɴ θáɴ], également orthographié Mahn Win Khine Than ou Mann Win Khaing Thann) est un homme politique et avocat birman qui occupe le poste de Premier ministre du gouvernement d'unité nationale de Birmanie, un gouvernement en exil. D'origine karen, il est président (en) de l'Assemblée de l'Union de 2016 à 2018 et président (en) de la Chambre des nationalités au nom de l'État Karen de 2016 jusqu'à sa destitution lors du coup d'État birman de 2021.

## Biographie
Mahn Win Khaing Than naît le 23 avril 1952 dans le canton de Hinthada (en), dans la région d'Ayeyarwady. Il est d'origine karen, chrétien et est le petit-fils de Mahn Ba Khaing (en). Mahn Ba Khaing est ministre de l'Industrie (en) et ministre du Travail (en) dans le gouvernement d'avant l'indépendance de l'AFPFL, et est assassiné aux côtés d'Aung San, le père d'Aung San Suu Kyi, le 19 juillet 1947 (en) au Secrétariat (en), à Rangoun,. Mahn Win Khaing Than est diplômé de l'Université des Arts et des Sciences de Rangoun avec un diplôme en droit en 1975.

### Carrière politique
Il est secrétaire de l'Association de littérature et de culture karen et rejoint l'Union Karen League (en) en 1990, qui se présente aux élections de la même année. Il rejoint ensuite la Ligue nationale pour la démocratie en 2013 et se présente pour la première fois aux élections de 2015, où il remporte la circonscription n°8 de l'État Karen pour un siège à la chambre haute du pays,,.
À la suite du coup d'État du 1er février en Birmanie, Mahn Win Khaing Than se cache avec d'autres hauts responsables de la Ligue nationale pour la démocratie qui échappent également à l'arrestation,,,.
Le 9 mars 2021, Mahn Win Khaing Than est nommé vice-président par intérim de la Birmanie (en) par le comité Représentant Pyidaungsu Hluttaw, un gouvernement en exil,, composé de législateurs évincés de la Ligue nationale pour la démocratie qui remportent des sièges aux élections de 2020.
Le 16 avril 2021, Mahn Win Khaing Than est nommé Premier ministre de Birmanie (et non conseiller d'État de Birmanie (en)) par le comité Représentant Pyidaungsu Hluttaw dans le cadre du gouvernement d'unité nationale nouvellement formé.